# Victoria Adelheid van Sleeswijk-Holstein-Sonderburg-Glücksburg

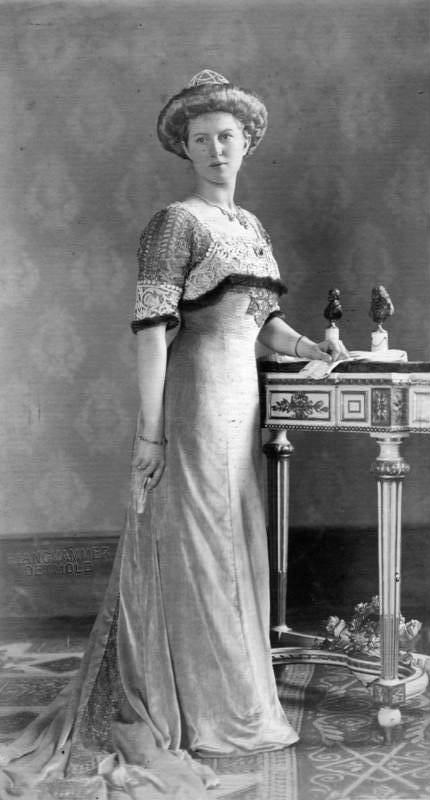
Victoria Adelheid van Sleeswijk-Holstein

Victoria Adelheid Helena Louise Maria Frederike van Sleeswijk-Holstein-Sonderburg-Glücksburg, (Thumby, 31 december 1885 — Grein, 3 oktober 1970) was een Duitse prinses uit het huis Sleeswijk-Holstein-Sonderburg-Glücksburg. 
Zij was de oudste dochter van hertog Frederik Ferdinand van Sleeswijk-Holstein en diens vrouw Caroline Mathilde.
Op 11 oktober 1905 trouwde ze met Karel Eduard van Saksen-Coburg en Gotha. Het paar kreeg vijf kinderen:
- Johan Leopold (2 augustus 1906 - 4 mei 1972); huwde beneden zijn stand en deed afstand van zijn status als familiehoofd
- Sybilla (18 januari 1907 - 28 november 1972); gehuwd met Gustaaf Adolf van Zweden en moeder van de huidige koning Karel XVI Gustaaf
- Hubertus (24 augustus 1909 - 26 november 1943); gesneuveld
- Caroline Mathilde (22 juni 1912 - 5 september 1983); gehuwd met Friedrich-Wolfgang zu Castell-Rüdenhausen
- Frederik Jozias (29 november 1918 - 23 januari 1998)

Victoria Adelheid verleende een Medaille voor Vrouwelijke Verdienste.
Na de Tweede Wereldoorlog werden alle bezittingen van de Coburg-Gotha's door de Russen geconfisqueerd. Victoria Adelheid en haar man vluchtten naar Oostenrijk, waar Victoria uiteindelijk ook overleed.